# マサダ (バンド)
マサダ（Masada）は、1990年代初頭からアメリカのサックス奏者で作曲家のジョン・ゾーンが率いるローテーション・スタッフを擁する音楽グループである。
マサダは、グループであるとともに「ソングブック (歌集)」であり、500以上の比較的短い曲で構成されている。各曲は、五線譜の最大数、使用される旋法または音階、および曲が、任意の小さなグループの楽器で再生可能でなければならないという決めごとを含む、いくつかの規則に従って書かれている。
プロジェクト名の歴史的関連性（マサダを参照）、作曲作品のヘブライ語によるタイトル、クレズマー音楽を彷彿とさせるメロディックなテーマと音楽構造、および関連するアルバムの表紙のユダヤ的なイメージを考えると、ゾーンはマサダというソングブックとグループによって、明らかに自身のユダヤ人としてのルーツを探求していた。彼は次のように述べている。「マサダのアイデアは、ある種の過激なユダヤ音楽を生み出すことです。新しいユダヤ音楽は、伝統的なもののアレンジではなく、今日のユダヤ人のための音楽です。そのアイデアは、オーネット・コールマンとユダヤ人の音階を一緒にします」。

## 略歴
ジョン・ゾーンは、この一連の曲を録音して演奏するため、グループとしてのマサダを結成した。マサダの名前を使用した最初のグループは、ゾーン（アルトサックス）、デイヴ・ダグラス（トランペット）、グレッグ・コーエン（ダブルベース）、ジョーイ・バロン（ドラム）で構成された。時折、さまざまなドラマー（最も頻繁にはケニー・ウォルセン）がバロンのために代わって参加した。
このマサダの最初のバージョンは、1950年代後半から1960年代初頭にサックス奏者のオーネット・コールマンが率いた先駆的なフリー・ジャズ・グループと同じ楽器構成を持ち、コールマンの音楽と頻繁に比較された。マサダは日本のDIWレーベルから10枚のCDシリーズとしてその音楽を録音し、ゾーンのツァディク・レーベルにていくつかのライブ・レコーディングを行った。
2004年の終わりまでに、ゾーンは「2番目」となるマサダのソングブックのために300以上の新しい曲を作曲した。新曲のいくつかは、ミニ・フェスティバルとして2004年12月にトニックにて初公開された。ツァディクは、マサダ・ストリング・トリオ、マーク・リボー、コビー・イスラエリテ、エリック・フリードランダーなど、さまざまなアンサンブルが演奏するこれらの曲の一連のCDを『Masada Book 2: The Book of Angels』コレクションとしてリリースした。
2007年初頭の時点で、ツァディクのウェブサイトによると、「ジョン・ゾーンのマサダ・カルテットは15年ほど正式に解散し、3月9日と10日にリンカーン・センターにて、セシル・テイラーの新しいAHA3とのダブル・ビルで最後のライブ・コンサートを2回行う」とされていた。それにもかかわらず、彼らは2008年6月22日に、アントワープのカルチュラル・センター・リュクトバルにおけるコンサートでオリジナル・カルテットとして演奏する予定となった（公演は後にピアニストのユリ・ケインが追加され変更された）。バロン、コーエン、ダグラスも同じ会場で前夜にマイク・パットンとジョン・ゾーンのデュオに加わり、カルテットとしてもアンコールで1曲を演奏した。
このカルテットは2008年3月12日にもサンフランシスコ・ジャズ・クラブ、ヨシズにて一緒に演奏している。午後8時の公演ではオリジナルのマサダ・ソングブックの音楽をフィーチャーし、午後10時のパフォーマンスでは『Masada Book 2: The Book of Angels』の曲をフィーチャーした。 

## 関連プロジェクト
1990年代半ば以降、マサダの旗印の下で多くの新しいプロジェクトが生まれた。

### マサダ・ストリング・トリオ
マサダ・ストリング・トリオは、マサダ・ソングブックからクラシック音楽〜チェンバー・ジャズ形式のなかで選曲を行う。メンバーには、マーク・フェルドマン（ヴァイオリン）、エリック・フリードランダー（チェロ）、グレッグ・コーエン（ベース）が参加。さらにマーク・リボー（ギター）、シロ・バプティスタ（パーカッション）、ジョーイ・バロン（ドラム）が加わり、この同じグループが「バー・コクバ・セクステット」として演奏した。
両方のグループの演奏スタイルは、即興演奏（時にはゾーン自身によって行われる）の使用と、ゾーンの「マサダ」テーマの作曲言語の一部であるユダヤ音楽の抑揚の使用によって特徴づけられる。

### バー・コクバ
マサダ・ファミリーの2つの異なるプロジェクトがこの名前を共有している。バー・コクバ・セクステットが作成される前に、アルバム『Bar Kokhba』がリリースされた。このアルバムには、さまざまな少人数のアンサンブル構成でマサダの楽曲を演奏する、ゾーンのコラボレーターとして常連のキャストが含まれている。

### エレクトリック・マサダ
近年のゾーンの最も活発なマサダ・プロジェクトの1つは、エレクトリック・マサダである。ゾーンの幅広いスタイルの影響を利用して、バンドはマサダのソングブックをまったく新しい方向に導き、フュージョンとノイズロックを彷彿とさせている。以前のマサダ・グループのバロン、リボー、ウォルセンや、シロ・バプティスタ、ベースのトレヴァー・ダン、キーボードのジェイミー・サフト、ラップトップ/電子機器のイクエ・モリを含むグループは、マサダのテーマを引き続き取り入れながら、まったく新しいものへと変えていった。
ゾーンはハンド・サインを使用してバンドを指揮し、その場でさまざまなアレンジを行うことができる。2003年9月のトニックでのジョン・ゾーン50歳記念コンサートの間に、エレクトリック・マサダはライブ録音された。この音源から2004年5月にリリースされた『50th Birthday Celebration Volume 4』が、グループの最初の公式レコーディングとなった。2004年にモスクワとリュブリャナで録音されたアルバム『At the Mountains of Madness』が、これに続いた。

## 10周年
2003年にはマサダとツァディクの10周年を記念して5枚の新しいCDセットがリリースされた。最初のリリースとなった『Masada Guitars』には、ビル・フリゼール、マーク・リボー、ティム・スパークスという3人のギタリストが参加し、主にアコースティックで曲を演奏している。第2巻『Voices in the Wilderness』では幅広いグループと個人が演奏し、第3巻『The Unknown Masada』には、これまで公に演奏されたことのないマサダの曲を演奏するおなじみの面々とともに、さらに多くの新しいグループが参加。ピアノのシルヴィー・クルボワジェとヴァイオリンのマーク・フェルドマンが演奏した第4巻の『Masada Recital』が2004年に続いた。第5巻にして最終巻となる『Masada Rock』はバンド、ラシャニムをフィーチャーし、2005年8月にリリースされた。

## Masada Book 2: The Book of Angels
2003年から、ゾーンは一連の新しいマサダ作品を書き、『Masada Book 2: The Book of Angels』の旗印の下で一連のアルバムとしてリリースされた。このシリーズに貢献しているミュージシャンには、ジェイミー・サフト、マサダ・ストリング・トリオ、マーク・フェルドマン、シルヴィー・クルボワジェ、コビー・イスラエリテ、クラコウ・クレズマー・バンド、ユリ・ケイン、マーク・リボー、エリック・フリードランダー、シークレット・チーフス3、バー・コクバ・セクステット、メデスキ、マーティン・アンド・ウッド、パット・メセニー、サム・イーストモンドとニッキー・フランクリンがアレンジを担当した「ザ・スパイク・オーケストラ」（ビッグバンド）、そして最近では2016年にフラガ（ピアノ・トリオ）がいる。

## Masada Book 3: The Book Beriah
2014年3月19日、マサダの3冊目となるソングブックの最初の20曲が、ニューヨークのタウンホールでライブ演奏された。3冊目のソングブックの作曲作品の総数は92曲で、マサダ作品の総数は613曲となり、ミツワーやトーラーの戒めの数と同じものとなった。音楽グループの作曲は、大音量のアヴァンギャルド・ロックから弦楽四重奏まで多岐にわたっている。

## ディスコグラフィ

### スタジオ・アルバム
- 『マサダ1』 - Masada: Alef (1994年、DIW)
- 『マサダ2』 - Masada: Beit (1994年、DIW)
- 『マサダ3』 - Masada: Gimel (1994年、DIW)
- 『マサダ4』 - Masada: Dalet (1994年、DIW)
- 『マサダ5』 - Masada: Hei (1995年、DIW)
- 『マサダ6』 - Masada: Vav (1995年、DIW)
- 『マサダ7』 - Masada: Zayin (1996年、DIW)
- 『マサダ8』 - Masada: Het (1996年、DIW)
- 『マサダ9』 - Masada: Tet (1997年、DIW)
- 『マサダ10』 - Masada: Yod (1997年、DIW)
- Sanhedrin 1994-1997 (Unreleased Studio Recordings) (2005年、Tzadik)

### ライブ・アルバム
- 『ファースト・ライヴ 1993』 - First Live 1993 (2002年、Tzadik)
- Live in Jerusalem 1994 (1997年、Tzadik)
- Live in Taipei 1995 (1997年、Tzadik)
- Live in Middleheim 1999 (1999年、Tzadik)
- Live in Sevilla 2000 (2000年、Tzadik)
- 『ライヴ・アット・トニック2001』 - Live at Tonic 2001 (2001年、Tzadik)
- 50th Birthday Celebration Volume 7 (2004年、Tzadik)

### マサダ・ストリング・トリオ
- ジョン・ゾーン : Bar Kokhba (1996年、Tzadik)
- ジョン・ゾーン : The Circle Maker - Disc 1: "Issachar" (1998年、Tzadik)
- ジョン・ゾーン : Filmworks XI: Secret Lives (2002年、Tzadik)
- マサダ・ストリング・トリオ : 50th Birthday Celebration Volume 1 (2004年、Tzadik)
- マサダ・ストリング・トリオ : Azazel: Book of Angels Volume 2 (2005年、Tzadik)
- ジョン・ゾーン : Filmworks XX: Sholem Aleichem (2008年、Tzadik) ※with Rob Burger and Carol Emmanuel
- マサダ・ストリング・トリオ : Haborym: Book of Angels Volume 16 (2010年、Tzadik)

### バー・コクバ
- ジョン・ゾーン : Bar Kokhba (1996年、Tzadik)
- ジョン・ゾーン : The Circle Maker - Disc 2: "Zevulun" (1998年、Tzadik)
- バー・コクバ・セクステット : 50th Birthday Celebration Volume 11:  (2005年、Tzadik)
- バー・コクバ・セクステット : Lucifer: Book of Angels Volume 10 (2008年、Tzadik)

### エレクトリック・マサダ
- 50th Birthday Celebration Volume 4 (2004年、Tzadik)
- Electric Masada: At the Mountains of Madness (2005年、Tzadik)

### アニヴァーサリー・シリーズ
- Masada Anniversary Edition Vol. 1: Masada Guitars (2003年、Tzadik)
- Masada Anniversary Edition Vol. 2: Voices in the Wilderness (2003年、Tzadik)
- Masada Anniversary Edition Vol. 3: The Unknown Masada (2003年、Tzadik)
- Masada Anniversary Edition Vol. 4: Masada Recital (2004年、Tzadik)
- Masada Anniversary Edition Vol. 5: Masada Rock (2005年、Tzadik)

### Book 2: The Book of Angels
- Astaroth: Book of Angels Volume 1 by ジェイミー・サフト・トリオ  (2005年、Tzadik)
- Azazel: Book of Angels Volume 2 by マサダ・ストリング・トリオ  (2005年、Tzadik)
- Malphas: Book of Angels Volume 3 by マーク・フェルドマン & シルヴィー・クロヴァジェ  (2006年、Tzadik)
- Orobas: Book of Angels Volume 4 by コビー・イスラエリテ  (2006年、Tzadik)
- Balan: Book of Angels Volume 5 by クラコウ・クレズマー・バンド  (2006年、Tzadik)
- Moloch: Book of Angels Volume 6 by ユリ・ケイン  (2006年、Tzadik)
- Asmodeus: Book of Angels Volume 7 by マーク・リボー  (2007年、Tzadik)
- Volac: Book of Angels Volume 8 by エリック・フリードランダー  (2007年、Tzadik)
- Xaphan: Book of Angels Volume 9 by シークレット・チーフス3  (2008年、Tzadik)
- Lucifer: Book of Angels Volume 10 by バー・コクバ  (2008年、Tzadik)
- Zaebos: Book of Angels Volume 11 by メデスキ、マーティン・アンド・ウッド  (2008年、Tzadik)
- Stolas: Book of Angels Volume 12 by マサダ・クインテット・フィーチャリング・ジョー・ロヴァーノ  (2009年、Tzadik)
- Mycale: Book of Angels Volume 13 by Mycale  (2010年、Tzadik)
- Ipos: Book of Angels Volume 14 by ザ・ドリーマーズ  (2010年、Tzadik)
- Baal: Book of Angels Volume 15 by ベン・ゴールドバーグ・カルテット  (2010年、Tzadik)
- Haborym: Book of Angels Volume 16 by マサダ・ストリング・トリオ  (2010年、Tzadik)
- Caym: Book of Angels Volume 17 by バンケット・オブ・ザ・スピリッツ  (2011年、Tzadik)
- Pruflas: Book of Angels Volume 18 by デヴィッド・クラカウアー  (2011年、Tzadik)
- Abraxas: Book of Angels Volume 19 by シャニール・エズラ・ブルーメンクランツ  (2012年、Tzadik)
- 『タップ』 - Tap: Book of Angels Volume 20 by パット・メセニー  (2013年、Tzadik/Nonesuch)
- Alastor: Book of Angels Volume 21 by エイヴィン・カン  (2014年、Tzadik)
- Adramelech: Book of Angels Volume 22 by Zion80  (2014年、Tzadik)
- Aguares: Book Of Angels Volume 23 by ロベルト・ロドリゲス  (2014年、Tzadik)
- Amon: Book Of Angels Volume 24 by クレズマーソン  (2015年、Tzadik)
- Gomory: Book Of Angels Volume 25 by Mycale  (2015年、Tzadik)
- Cerberus: Book of Angels Volume 26 by ザ・スパイク・オーケストラ  (2015年、Tzadik)
- Flaga: Book of Angels Volume 27 by フラガ (2016年、Tzadik)
- Andras: Book of Angels Volume 28 by ノヴァ・エクスプレス・クインテット (2016年、Tzadik)
- Flauros: Book of Angels Volume 29 by AutorYno (2016年、Tzadik)
- Leonard: Book of Angels Volume 30 by Garth Knox & the Saltarello Trio (2016年、Tzadik)
- Buer: Book of Angels Volume 31 by Brian Marsella Trio (2017年、Tzadik)
- Paimon: Book of Angels Volume 32 by Mary Halvorson  (2017年、Tzadik)